# Padang Mas
Padang Mas is een bestuurslaag in het regentschap Karo van de provincie Noord-Sumatra, Indonesië. Padang Mas telt 8480 inwoners (volkstelling 2010).